# Полабље (слив Лабе)
Полабље је регион у сливу реке Лабе, на подручју данашње Чешке и Немачке. Немачко Полабље је у средњем веку било настањено Полапским Словенима.